# La Venganza de los Ex Brasil (temporada 1)
Artículo Principal: La Venganza de los Ex Brasil
La primera temporada de La Venganza de los Ex Brasil es un programa de televisión de telerrealidad transmitido por MTV Brasil. Se estrenó el 13 de octubre de 2016. Cuenta con cinco hombres y mujeres que disfrutan de unas vacaciones de verano en el paraíso, mientras que buscan el amor. Sin embargo, se les unieron sus ex para agitar las cosas. Cada ex está allí, ya sea por venganza o revivir su amor.

## Reparto
La lista del reparto oficial fue revelada por MTV el 5 de septiembre de 2016.
- Negrita indica a los participantes originales, el resto son denominados como "ex".

| Episodios | Nombre             | Edad | Procedencia        | Ex                               |  |
| --------- | ------------------ | ---- | ------------------ | -------------------------------- |  |
| 10        | Alex Merencio      | 25   | Toledo, PR         | Jennifer Caivano, Keroline Tu    |  |
| 10        | André Coelho       | 21   | Brasilia, DF       | Gabriela Brandt, Gabrielle Prado |  |
| 10        | Anna Clara Maia    | 23   | Río de Janeiro, RJ | Guilherme Trestini               |  |
| 10        | Gabrieli Diniz     | 22   | Niterói, RJ        | Elthon Charles                   |  |
| 10        | Guilherme Araújo   | 28   | São Paulo, SP      | N/A                              |  |
| 10        | Héric Henrique     | 31   | Río de Janeiro, RJ | Lis Aguiar                       |  |
| 10        | Iure Meirelles     | 26   | Salvador, BA       | N/A                              |  |
| 10        | Michelle Alveia    | 23   | São Paulo, SP      | N/A                              |  |
| 10        | Nathalia Andrade   | 23   | Río de Janeiro, RJ | N/A                              |  |
| 10        | Raphaela Sirena    | 27   | Porto Alegre, RS   | Gabriel Lago                     |  |
|           |                    |      |                    |                                  |  |
| 10        | Gabriela Brandt    | 20   | São Paulo, SP      | André Coelho                     |  |
| 10        | Guilherme Trestini | 25   | Río de Janeiro, RJ | Anna Clara Maia, Sofia Zuppo     |  |
| 9         | Gabrielle Prado    | 29   | Brasilia, DF       | André Coelho, Luis Claudio Mós   |  |
| 7         | Lis Aguiar         | 19   | Río de Janeiro, RJ | Heric Henrique                   |  |
| 6         | Jennifer Caivano   | 23   | São Carlos, SP     | Alex Merencio                    |  |
| 5         | Gabriel Lago       | 25   | Salvador, BA       | Raphaela Sirena                  |  |
| 4         | Elthon Charles     | 26   | Río de Janeiro, RJ | Gabrieli Diniz                   |  |
| 3         | Keroline Tu        | 28   | São Carlos, SP     | Alex Merencio                    |  |
| 3         | Luis Claudio Mós   | 28   | Brasilia, DF       | Gabrielle Prado                  |  |
| 2         | Sofia Zuppo        | 25   | São Paulo, SP      | Guilherme Trestini               |  |

### Duración del reparto
| Reparto  | Episodios | Episodios | Episodios | Episodios | Episodios | Episodios | Episodios | Episodios | Episodios | Episodios |
| Reparto  | 1         | 2         | 3         | 4         | 5         | 6         | 7         | 8         | 9         | 10        |
| -------- | --------- | --------- | --------- | --------- | --------- | --------- | --------- | --------- | --------- | --------- |
| Alex     |           |           |           |           |           |           |           |           |           |           |
| André    |           |           |           |           |           |           |           |           |           |           |
| Anna     |           |           |           |           |           |           |           |           |           |           |
| Gabrieli |           |           |           |           |           |           |           |           |           |           |
| Gui A    |           |           |           |           |           |           |           |           |           |           |
| Héric    |           |           |           |           |           |           |           |           |           |           |
| Iure     |           |           |           |           |           |           |           |           |           |           |
| Michelle |           |           |           |           |           |           |           |           |           |           |
| Nathalia |           |           |           |           |           |           |           |           |           |           |
| Raphaela |           |           |           |           |           |           |           |           |           |           |
|          |           |           |           |           |           |           |           |           |           |           |
| Gabi B   |           |           |           |           |           |           |           |           |           |           |
| Gui T    |           |           |           |           |           |           |           |           |           |           |
| Gabi P   |           |           |           |           |           |           |           |           |           |           |
| Lis      |           |           |           |           |           |           |           |           |           |           |
| Jennifer |           |           |           |           |           |           |           |           |           |           |
| Gabriel  |           |           |           |           |           |           |           |           |           |           |
| Elthon   |           |           |           |           |           |           |           |           |           |           |
| Keroline |           |           |           |           |           |           |           |           |           |           |
| Luis     |           |           |           |           |           |           |           |           |           |           |
| Sofia    |           |           |           |           |           |           |           |           |           |           |

## Episodios
| N.º (total) | N.º (temp.) | Título        | Estreno original        |
| ----------- | ----------- | ------------- | ----------------------- |
| 1           | 1           | «Episodio 1»  | 13 de octubre de 2016   |
| 2           | 2           | «Episodio 2»  | 20 de octubre de 2016   |
| 3           | 3           | «Episodio 3»  | 27 de octubre de 2016   |
| 4           | 4           | «Episodio 4»  | 3 de noviembre de 2019  |
| 5           | 5           | «Episodio 5»  | 10 de noviembre de 2016 |
| 6           | 6           | «Episodio 6»  | 17 de noviembre de 2016 |
| 7           | 7           | «Episodio 7»  | 24 de noviembre de 2016 |
| 8           | 8           | «Episodio 8»  | 1 de diciembre de 2016  |
| 9           | 9           | «Episodio 9»  | 8 de diciembre de 2016  |
| 10          | 10          | «Episodio 10» | 15 de diciembre de 2016 |